# 中村大伸
中村大伸（1966年2月11日—）是一名日本男子棒球运动员。他在1996年亚特兰大夏季奥林匹克运动会中，参加了男子棒球比赛并为日本队获得男子团体银牌。